# Санпетру (Брашов)
Санпетру (рум. Sânpetru) насеље је у Румунији у округу Брашов у општини Санпетру. Oпштина се налази на надморској висини од 528 m.

## Становништво
Према подацима из 2002. године у насељу је живело 3449 становника.

### Попис2002.
| Расподела становништва по националности 2002.‍ | Расподела становништва по националности 2002.‍ | Расподела становништва по националности 2002.‍ | Расподела становништва по националности 2002.‍ | Расподела становништва по националности 2002.‍ |
| --------------------------------------------- | --------------------------------------------- | --------------------------------------------- | --------------------------------------------- | --------------------------------------------- |
|                                               |                                               |                                               |                                               |                                               |
| Румуни                                        | Румуни                                        |                                               | 3.125                                         | 90,7%                                         |
| Мађари                                        | Мађари                                        |                                               | 92                                            | 2,7%                                          |
| Роми                                          | Роми                                          |                                               | 89                                            | 2,6%                                          |
| Немци                                         | Немци                                         |                                               | 138                                           | 4,0%                                          |